# Sean's Bar
Le Sean's Bar est un pub d'Athlone en Irlande dont les murs auraient été construits vers l'an 900 apr. J.-C.
Il se prétend être le plus vieux pub d'Irlande, après plus de onze siècles d'existence. En 2004, le Livre Guinness des records a inscrit le Sean's bar comme le plus vieux pub en Irlande,,.

## Historique

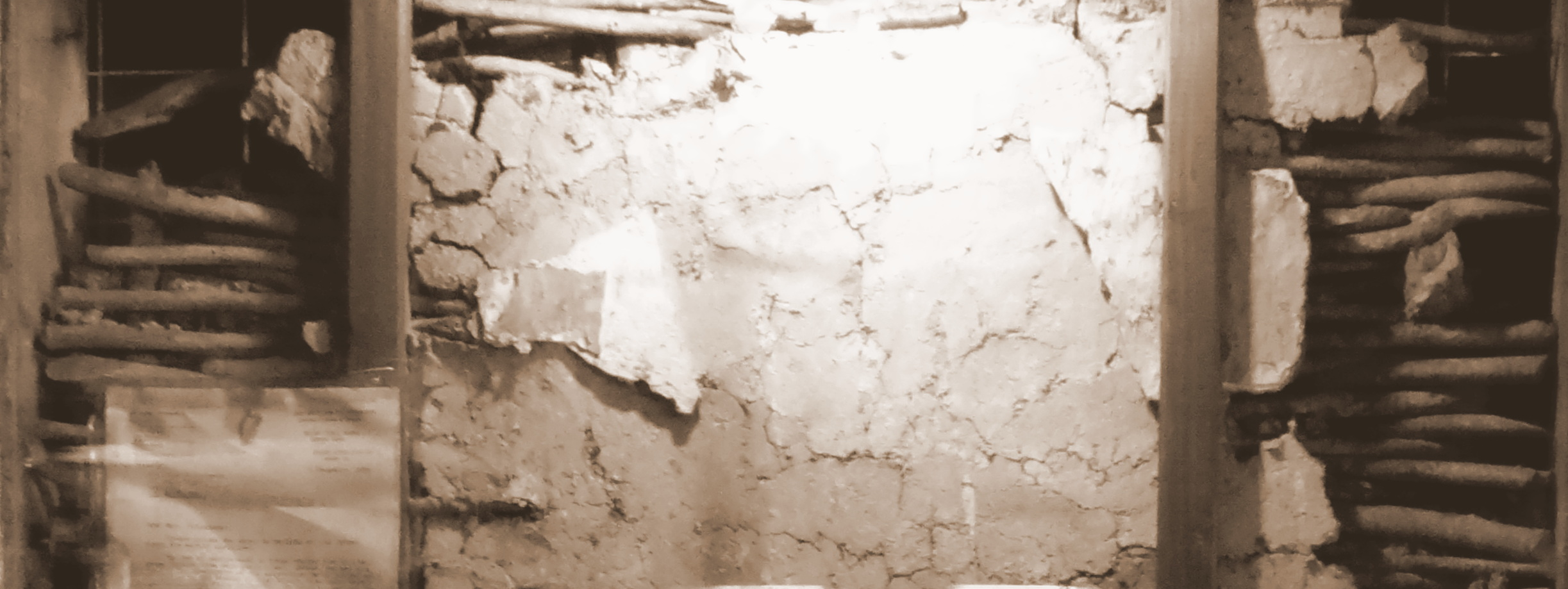
vestige de mur datant du IXe siècle

Bar Sean est situé sur la rue Main, Athlone, sur la rive ouest de la rivière Shannon, et a été à l'origine connu sous le nom de Luain Inn. Il est souvent familièrement appelé simplement Sean.
Lors de la rénovation en 1970, les murs ont été mis au jour et ont laissé entrevoir une construction en acacia et osier, datant du Xe siècle.
Selon le Guide de voyage de Frommer, le bar détient les records du nombre de propriétaires depuis sa création, dont Boy George qui l'a détenu brièvement en 1987.

## Photothèque

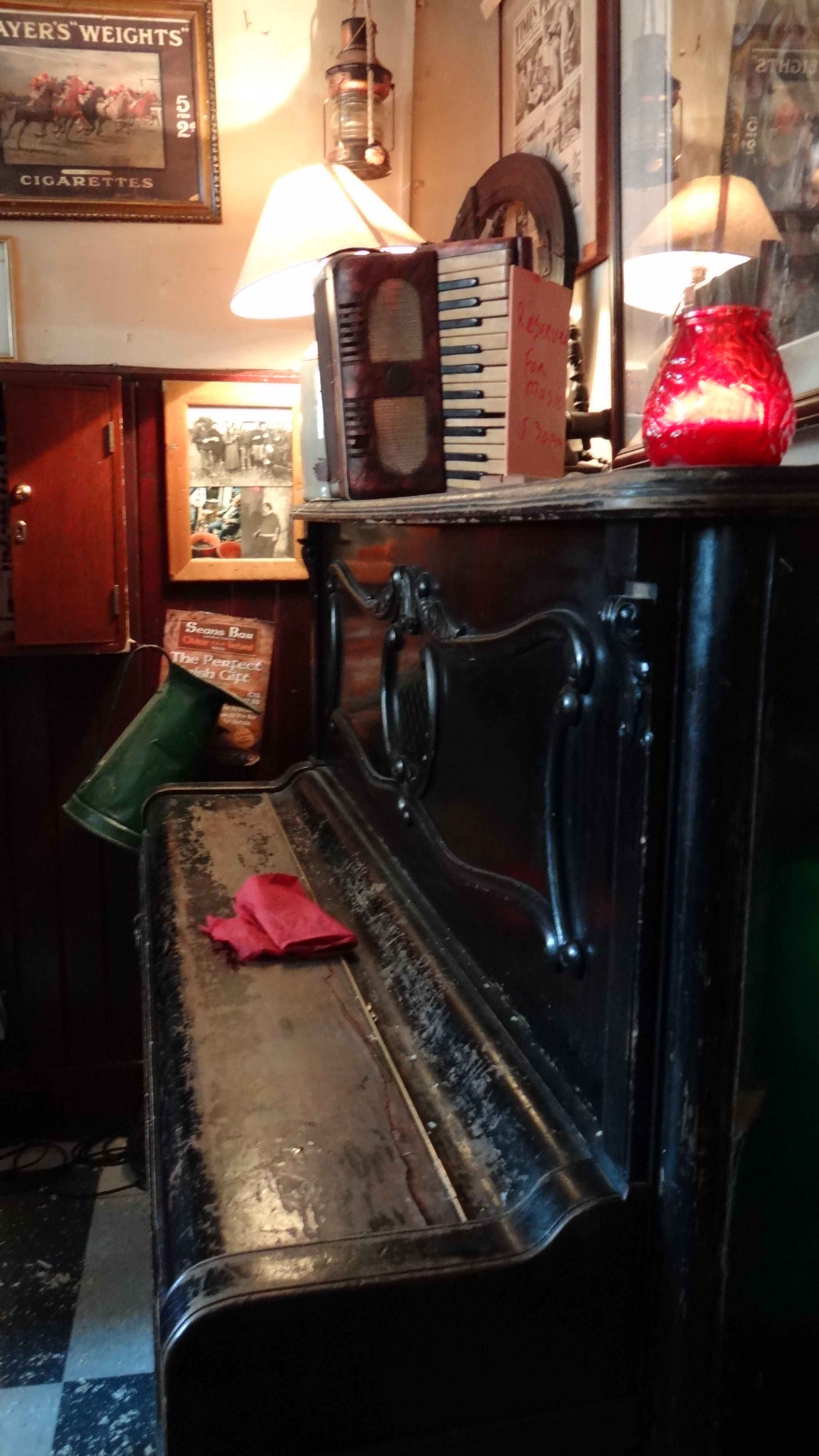
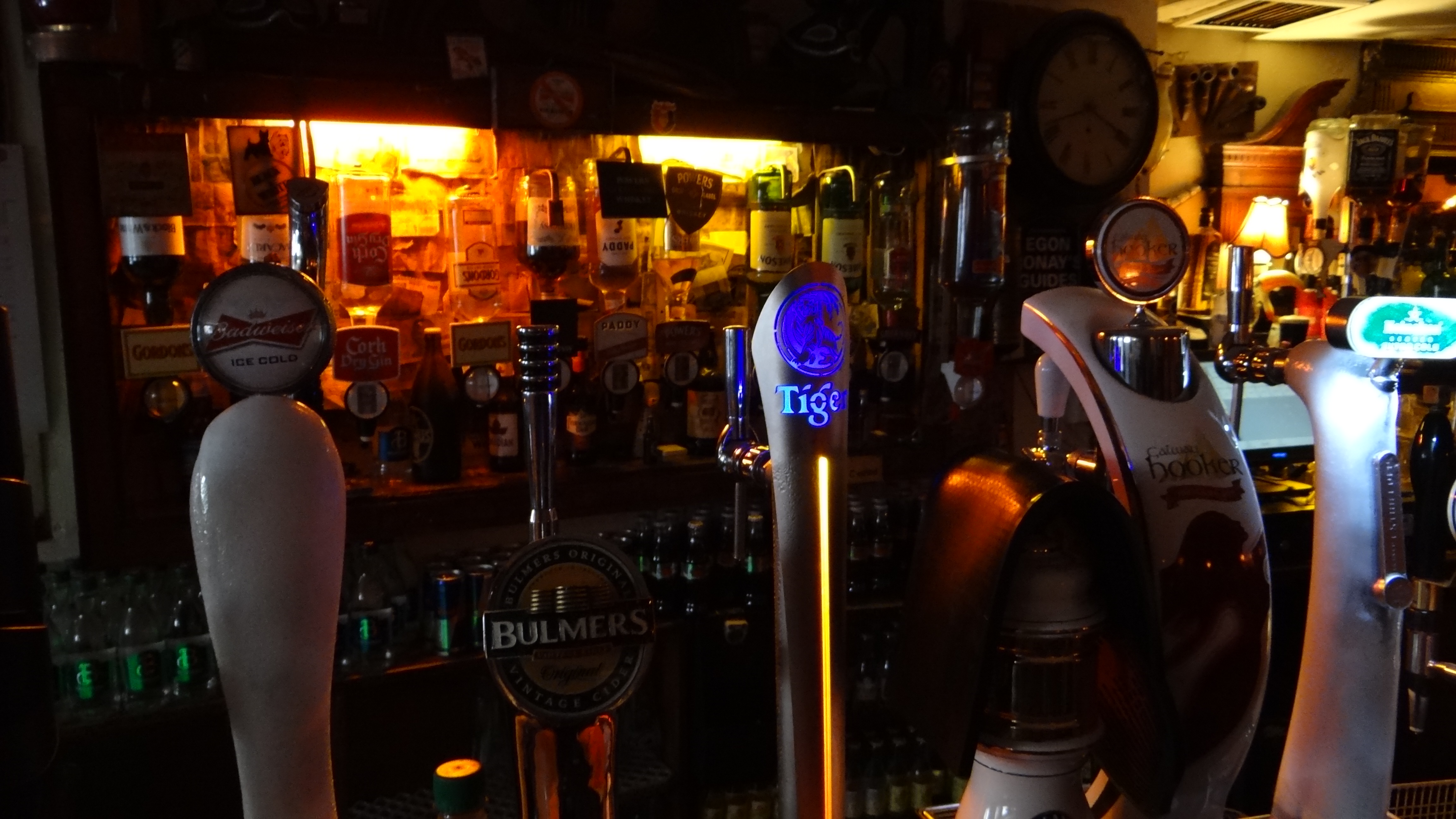
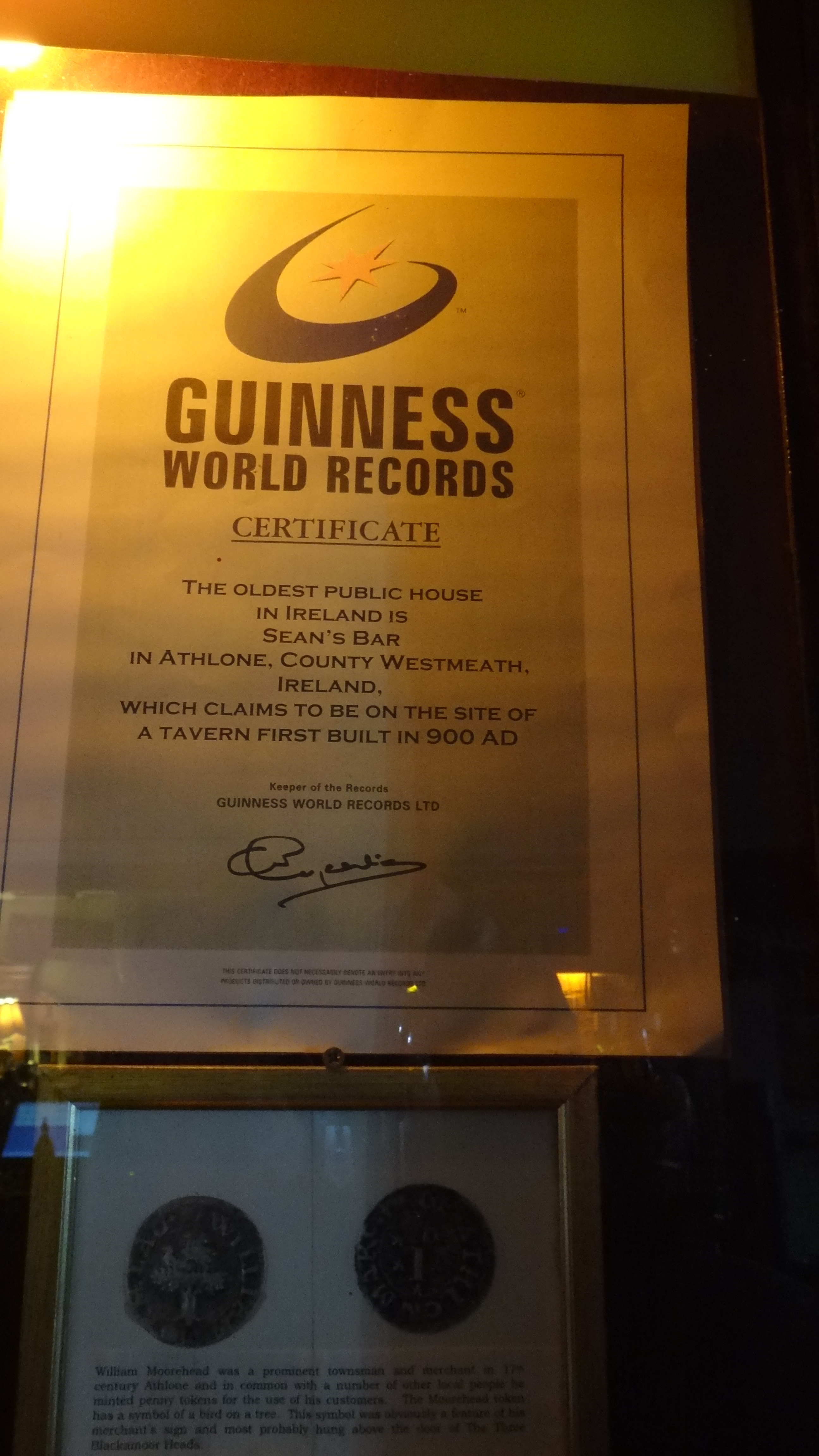
Guinness World Records
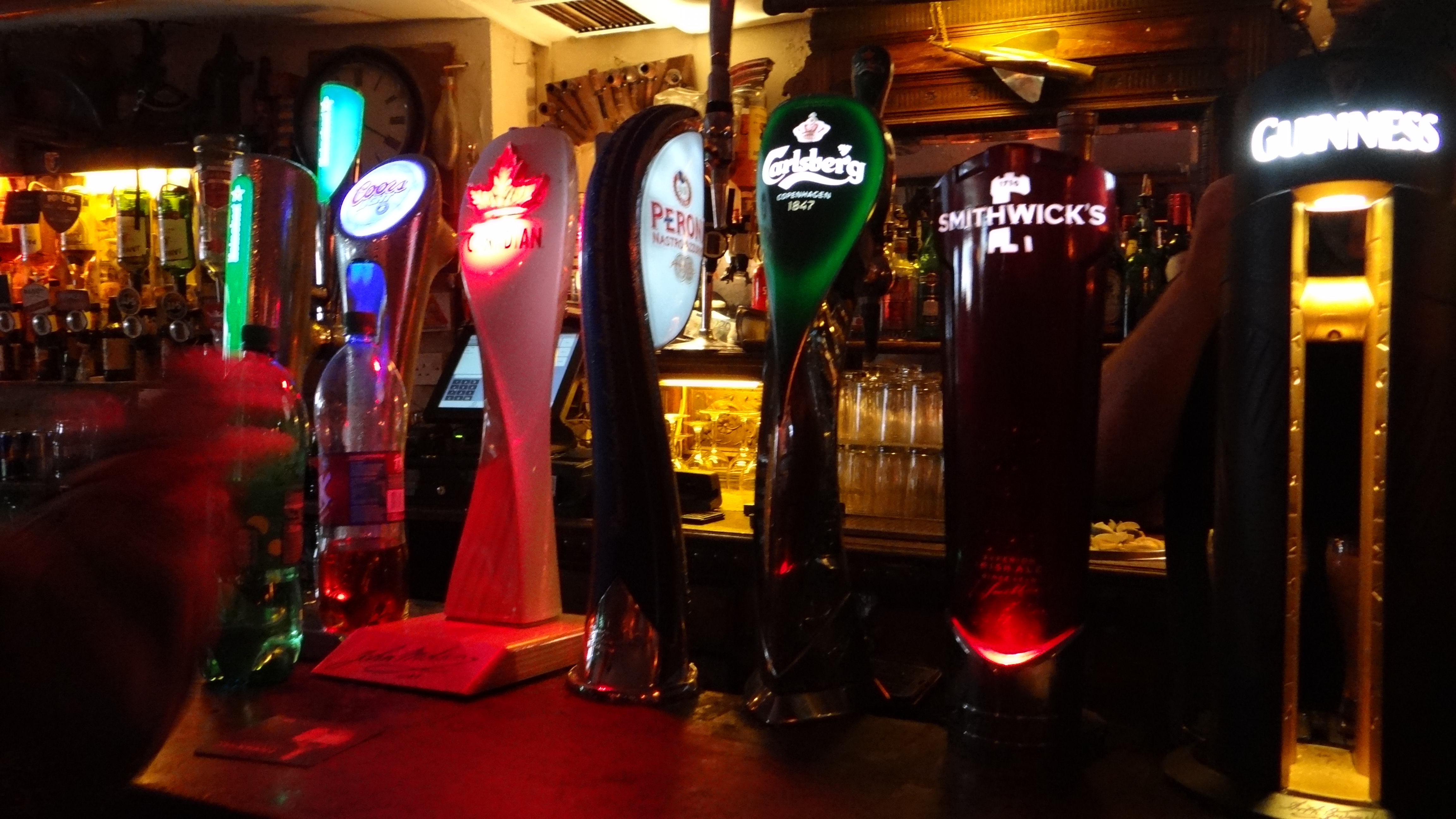
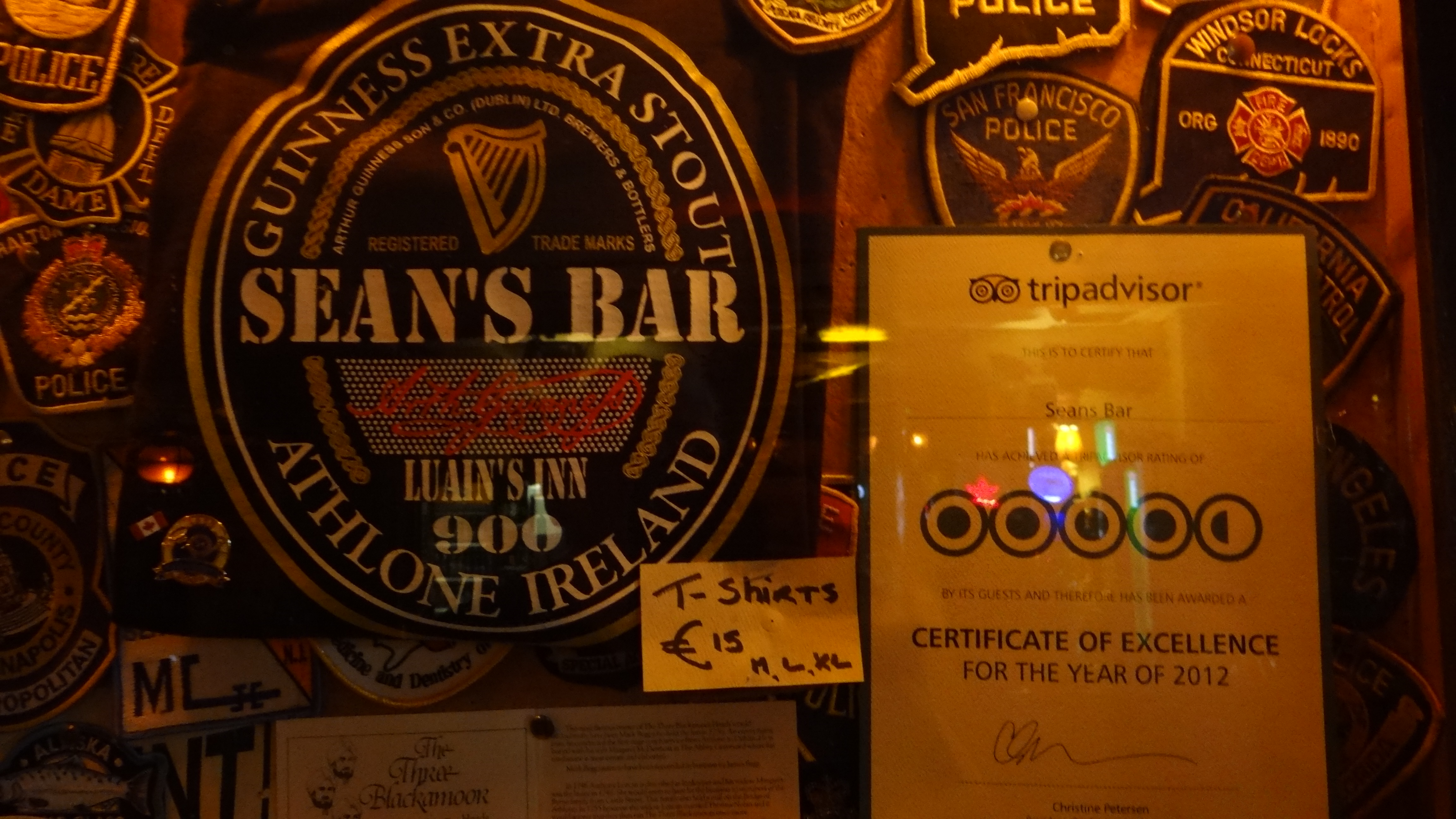